# Kim Seong-jip
Kim Seong-jip (coreà: 김성집)  (Seül, 13 de gener de 1919 - Seül, 20 de febrer de 2016) fou un aixecador sud-coreans que va competir entre les dècades de 1930 i 1950. Fou el primer esportista coreà en guanyar una medalla als Jocs Olímpics després que Corea aconseguís la independència del Japó.
El 1948 va prendre part en els Jocs Olímpics de Londres, on guanyà la medalla de bronze en la categoria del pes mitjà del programa d'halterofília. Quatre anys més tard, als Jocs de Hèlsinki, repetí la medalla bronze en el pes mitjà. La seva tercera i darrera participació en uns Jocs fou el 1956, a Melbourne, quan fou cinquè en el pes mitjà.
En el seu palmarès també destaca una medalla de bronze al Campionat del món d'halterofília de 1947 i una d'or als Jocs Asiàtics de 1954.